# Porpáczy Aladár (kertészmérnök, 1903–1965)

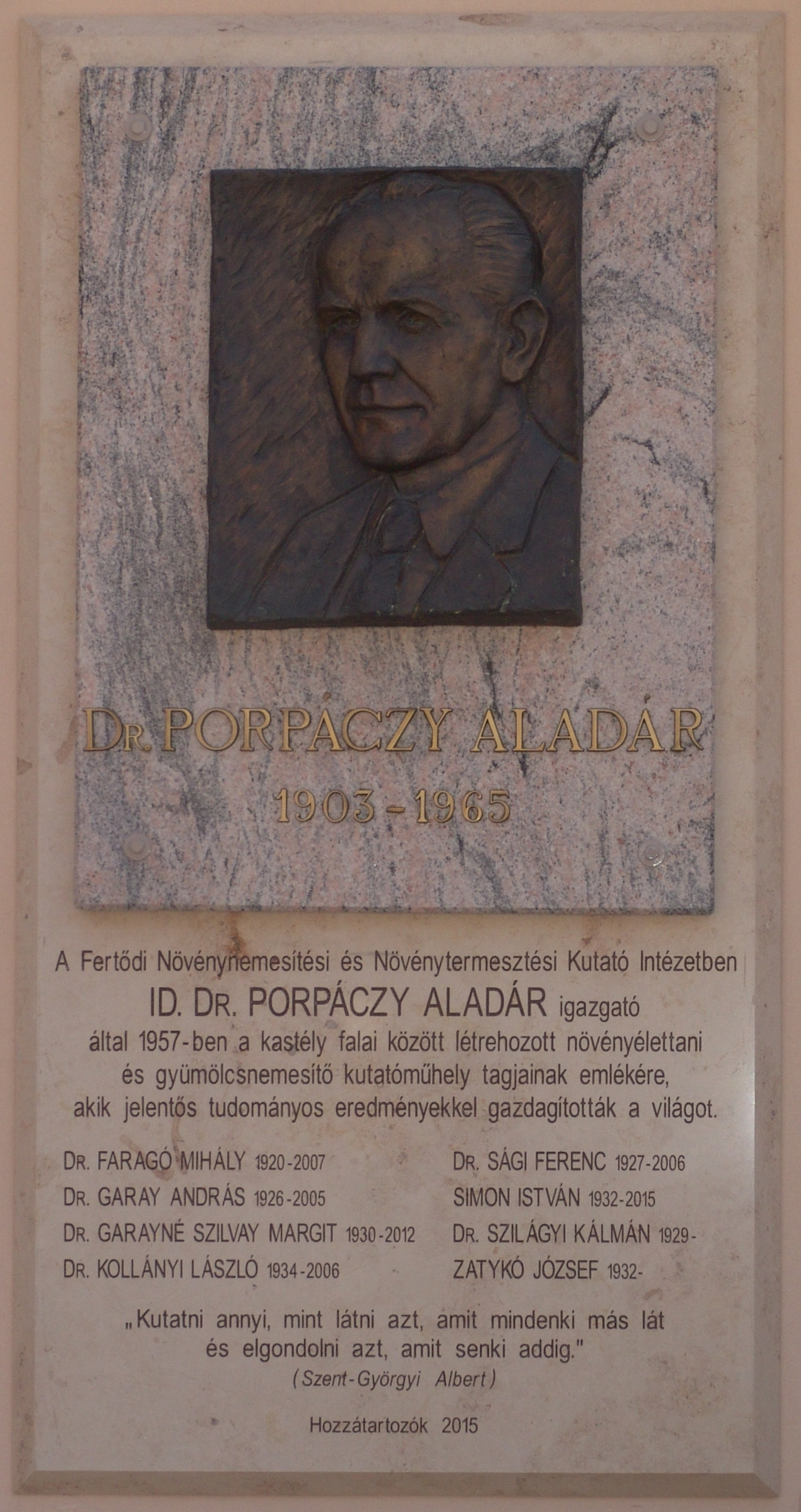

Porpáczy Aladár (Pápa, 1903. december 17. – Budapest, 1965. február 15.) Kossuth-díjas kertészmérnök, növénynemesítő, a magyar korszerű gyümölcsnemesítés megalapítója és megszervezője, a Magyar Tudományos Akadémia levelező tagja.

## Tanulmányai
Kertészinasként kezdte, majd kertészsegéd lett. Tanulmányait 1924 őszén a budapesti Kertészeti Tanintézetben folytatta, tanítómesterei (Magyar Gyula és Mohácsy Mátyás) ismertették meg vele a növénynemesítést és a gyümölcstermesztést. 1927-ben diplomázott, majd a Magyaróvári Magyar Királyi Gazdasági Akadémia kertészeti tanszékén gyakornokként dolgozott. Szintén kertészmérnök fia, ifj. Porpáczy Aladár (1938), az MTA doktora, 65 évvel később ennek a tanszéknek lett vezetője, illetve a mosonmagyaróvári intézmény dékánhelyetteseként két cikluson át volt annak egyik irányítója. 1929-ben a tanulmányainak továbbfejlesztése érdekében id. Porpáczy visszatért a Kertészeti Tanintézetbe.

## Munkássága
1931-től az Eszterházy-hitbizomány kertészeti vezetője volt, ettől fogva Eszterházán, a mai Fertődön élt és alkotott. Már 1945-ben kísérleti telepet szervezett a feloszlott hitbizomány kertgazdaságából. 1946-ban kialakította a fertődi kastély helyreállított szárnyában a kertészeti szakmunkásképző intézetet is, melyet néhány év után szakközépiskolává szerveztek. Kiváló szervezőkészségének eredményeként az általa vezetett kísérleti telepet nemzetközi hírű kutatóintézetté fejlesztette. A második világháborúban elpusztult Eszterházy kastély megmentéséért is sokat tett. 1954-ben a Magyar Tudományos Akadémia levelező tagjává választották. Az 1957-ben egyesített fertődi és sopronhorpácsi Növénynemesítési és Növénytermesztési Kutató Intézetnek, valamint az Intézet gazdaságának 1957-től 1965-ig egyaránt igazgatója volt, és részt vett a megalakuló Kísérletügyi Tanács munkájában. A budapesti Kertészeti és Szőlészeti Főiskola, majd egyetem Gyümölcstermesztési Tanszékének tanszékvezető egyetemi tanára volt 1959–1963 között. 1965. február 15-én halt meg Budapesten. Fertődön temették el.

### Nemesítései
Az intézetben elsősorban a bogyós gyümölcsűek nemesítésével, termesztéstechnológiájával és növényvédelmével foglalkoztak. A körte, a szamóca, a málna és a dió nemesítésével és oltásával is foglalkozott. Irányítása alatt 11 gyümölcs-, 11 zöldség-, 10 mezőgazdasági növény-, 7 illóolaj- és gyógynövényfajon végeztek nemesítési, termesztéstechnológiai, talajerő-visszapótlási és növényvédelmi, valamint feldolgozási kutatásokat. Eljárásaiban ivartalan (vegetatív) szaporítással a nemes és új fajtákat atavizmus veszélye nélkül, gyorsan, hatékonyan és fertőzésmentesen próbálta tenyészteni. Szövettenyésztést és serkentő anyagokat is felhasznált.
Óriás szamócafajták:
- Eszterházi korai
- Eszterházi export
- Eszterházi óriás

Fajtahibrid
- "Rubus Mohacsyamus" (szeder-málna)

### Szakírói munkássága
Szakkönyveiben a dió, mandula, gesztenye, mogyoró, körte, szamóca, málna, ribiszke, szeder, köszméte termesztéséről és nemesítéséről nyújtott részletes ismertetést. Könyveit többnyire társszerzőkkel, elsősorban Mohácsy Mátyással írta.
- Jövedelmező körtetermesztés 1937
- Bogyósgyümölcsűek 1952 (Mohácsy Mátyás társszerzővel)
- A heterózis-nemesítés kertészeti vonatkozásai, 1955
- A dió, 1955. (Szentiványi Péter, Brózik Sándor társszerzőkkel)
- Diótermesztés 1956 (Mohácsy Mátyás társszerzővel)
- A bogyósgyümölcsűek és héjasok terén végzett hazai kutatások eredményei és feladatai, 1957
- Gesztenye, mandula, mogyoró, 1957 (Mohácsy Mátyás és Maliga Pál társszerzővel)
- Ribizke- és köszmétetermesztés, 1957 (Mohácsy Mátyás társszerzővel)
- A körte termesztése és nemesítése, 1958 (Mohácsy Mátyás társszerzővel)
- A szamóca, a málna és a szeder termesztése, 1959 (Mohácsy Mátyás társszerzővel)
- A ribiszke és a köszméte termesztése, 1960 (Mohácsy Mátyás társszerzővel)
- A korszerű gyümölcstermelés elméleti kérdései 1962
- Ikersoros nagyüzemi szamócatelepítés tőfelújításos módszerrel, 1963 (Szilágyi Kálmán társszerzővel)
- Sűrűsoros szamócatermesztés 1963. (Szilágyi Kálmán társszerzővel)
- Beiträge zu einigen Fragen der Fruchtbarkeit der Walnussbäume, 1957
- L’évolution de la culture de poire, 1964
- La culture des baccideres, 1964
- The growing of berryfruit, 1964
- The development of pear culture, 1964

## Díjak, elismerések
- 1952 MTA mezőgazdaság-tudományok doktora
- 1952-ben Kossuth-díj
- 1958-ban[1][2][3][4] (más forrás szerint 1960-ban[5]) és 1963-ban a Munka Érdemrend arany fokozata
- 1959-ben a Magyarországi Haydn-bizottság elismerő emlékoklevéllel köszönte meg az 1959. évi működését
- 1963-ban Entz Ferenc szakmai emlékérem (a kertészeti termesztésért végzett kiváló munkájáért)
- 2006 Fertőd Város Díszpolgára (posztumusz)

## Tisztségei
- MTA Kertészeti Főbizottságának elnöke (1956)
- MTA Növénynemesítési Bizottságának elnöke (1958-tól)
- FM Kísérletügyi és Mezőgazdasági Tudományos Tanácsának elnöke

## Érdekesség
Bacsó Péter 1969-es A tanú c. filmjében a „magyar narancs” létrehozására történik kísérlet – a kudarcra ítélt vállalkozásnak reális alapja volt. A Rákosi-rendszerben valóban történtek idehaza is próbálkozások citrusfélék termesztésére – politikai nyomásra (id. Porpáczy Aladár növénynemesítő vezetésével). Természetesen szovjet példát követve, ahol a déli részeken (Kaukázus, Fekete-tenger melléke stb.) évszázadok óta terem a mandarin, narancs, citrom, és ahol adott volt a klíma, megfelelő talaj, szakértelem stb. A „magyar narancs”-ról, ill. a citrusfélék korabeli megítéléséről (a luxus szinonimája volt) lásd: „Kicsit sárgább, kicsit savanyúbb, de a mienk!”